# Challenger de Hersonissos 2025
El torneo Crete Challenger 2025 fue un torneo de tenis perteneció al ATP Challenger Tour 2025 en la categoría Challenger 50. Se trató de la 1ª edición; el torneo tuvo lugar en la ciudad de Hersonissos (Grecia), desde el 3 hasta el 9 de marzo de 2025 sobre pista dura bajo techo de tierra batida al aire libre.

## Jugadores participantes del cuadro de individuales
| Preclasificado | País                    | Jugador                | Rank1 | Posición en el torneo |
| 1              | Bandera de Kazajistán   | Timofey Skatov         | 181   | Segunda ronda         |
| 2              | Bandera de Uzbekistán   | Khumoyun Sultanov      | 220   | Segunda ronda         |
| 3              | Bandera de China Taipéi | Wu Tung-lin            | 235   | Primera ronda         |
| 4              | Bandera de Lituania     | Edas Butvilas          | 236   | CAMPEÓN               |
| 5              | Bandera de España       | Javier Barranco Cosano | 249   | Segunda ronda         |
| 6              | Bandera de Luxemburgo   | Chris Rodesch          | 264   | Segunda ronda         |
| 7              | Bandera de Hungría      | Zsombor Piros          | 265   | Semifinales           |
| 8              | Bandera de Italia       | Lorenzo Giustino       | 268   | Segunda ronda         |

- 1 Se ha tomado en cuenta el ranking del 24 de febrero de 2025.

### Otros participantes
Los siguientes jugadores recibieron una invitación (wild card), por lo tanto ingresan directamente al cuadro principal (WC):
- Stefanos Sakellaridis
- Pavlos Tsitsipas
- Federico Cinà

Los siguientes jugadores ingresan al cuadro principal tras disputar el cuadro clasificatorio (Q):
- Aslan Karatsev
- Miloš Karol
- Stuart Parker
- Ryan Peniston
- Marcello Serafini
- Keegan Smith

## Campeones

### Individual Masculino
- Edas Butvilas derrotó en l final a  Stuart Parker por 6–3, 6–3

### Dobles Masculino
- Juan Carlos Prado /  Mark Whitehouse derrotaron en la final a  Dennis Novak /  Zsombor Piros por 7–6(7), 6–2